# Кілонова
Кілонова (інші назви: макронова, супернова r-процесу) — астрономічна подія злиття двох нейтронних зір або нейтронної зорі та Чорною дірою. Подія супроводжується потужним електромагнітним випромінюванням, пов'язаним із розпадом ядер важких елементів, що утворилися внаслідок r-процесів, які відбуваються у практично ізотропних викидах, аналогічно слабкій суперновій із коротким часом життя.

## Теорія
Обертання, зближення та злиття двох компактних об'єктів вважається джерелом гравітаційних хвиль.
Вважається також, що злиття генерує короткий гамма-спалах і може бути основним джерелом появи у Всесвіті стабільних ядер, які утворюються переважно в r-процесах.

## Спостереження
Уперше кілонову спостерігали разом із гамма-спалахом GRB 130603B. Цей гамма-спалах відбувся у відносно недалекій галактиці, що дало змогу бачити слабке інфрачервоне випромінювання за допомогою телескопа Габбл.
16 жовтня 2017 року колаборація LIGO та Virgo оголосила про перше спостереження кілонової GW170817 за гравітаційними хвилями. Існування таких подій може точніше пояснити поширеність у Всесвіті елементів, важчих за Ферум.

## Виноски
1. 1 2 3  Tanvir, N. R.; Levan, A. J.; Fruchter, A. S.; Hjorth, J.; Hounsell, R. A.; Wiersema, K.; Tunnicliffe, R. L. (2013). A 'kilonova' associated with the short-duration γ-ray burst GRB 130603B. Nature. 500 (7464): 547—9. arXiv:1306.4971. Bibcode:2013Natur.500..547T. doi:10.1038/nature12505. PMID 23912055.
2. 1 2  Metzger, B. D.; Martínez-Pinedo, G.; Darbha, S.; Quataert, E. та ін. (August 2010). Electromagnetic counterparts of compact object mergers powered by the radioactive decay of r-process nuclei. Monthly Notices of the Royal Astronomical Society. 406 (4): 2650. arXiv:1001.5029. Bibcode:2010MNRAS.406.2650M. doi:10.1111/j.1365-2966.2010.16864.x.{{cite journal}}:  Обслуговування CS1: Сторінки із непозначеним DOI з безкоштовним доступом (посилання)
3. ↑  Abbott та ін. (October 2017). Gravitational Waves and Gamma-Rays from a Binary Neutron Star Merger: GW170817 and GRB 170817A. The Astrophysical Journal Letters. 848 (2). {{cite journal}}: Недійсний |displayauthors=1 (довідка); Явне використання «та ін.» у: |author= (довідка)